# Dendrolagus
Dendrolagues, Kangourous arboricoles
Genre
Les Dendrolagues (littéralement : lièvres arboricoles) ou Kangourous arboricoles (genre Dendrolagus) sont des macropodidés arboricoles. On les trouve exclusivement dans les forêts tropicales de Nouvelle-Guinée et dans l'extrême nord-est du Queensland en Australie et les îles environnantes, généralement dans les régions montagneuses. Tous sont menacés d'extinction.

## Description et caractéristiques

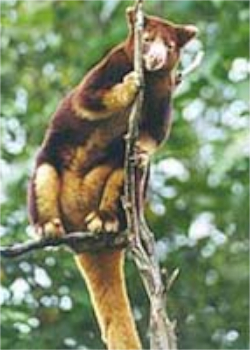
Dendrolague de Matschie

Comme les kangourous et les wallabys, les dendrolagues ont des pattes arrière massives avec des pieds longs et étroits. Les dendrolagues ont développé de très longues queues pour un meilleur équilibre et des pattes avant plus puissantes pour mieux pouvoir grimper aux arbres. Leurs pieds sont plus courts et plus larges, avec de grandes griffes et des coussinets plantaires. À la différence des autres macropodes, ils peuvent avancer  leurs pattes alternativement ce qui leur permet de marcher au lieu de sauter.
Il semble que les premiers marsupiaux aient été de petits marsupiaux arboricoles qui ressemblaient aux possums actuels puis certains, les macropodes, ont évolué et se sont adaptés à la marche sur le sol où ils sont capables de se déplacer rapidement. On ne sait pas pourquoi les ancêtres des dendrolagues sont redevenus arboricoles.
Sur la terre, les dendrolagues sont lents et maladroits : ils se déplacent en marchant ou en sautant, le corps fortement incliné vers l'avant pour contrebalancer le poids de leur queue. Mais dans les arbres, ils deviennent souples et agiles : ils grimpent en enserrant le tronc de leurs pattes avant et en se propulsant avec leurs puissantes pattes arrière, laissant coulisser leurs pattes avant. Ce sont d'excellents sauteurs, on les a vus sauter entre deux arbres distants de neuf mètres ou se laisser tomber sur le sol d'une hauteur de dix-huit mètres sans aucune blessure.[réf. nécessaire]
Ils se nourrissent de feuilles et de fruits ramassés sur les arbres ou au sol. Ils peuvent aussi consommer des graines, des fleurs, des gommes arboricoles, des écorces, des œufs ou des oisillons. Leur denture est plus adaptée à la dilacération de feuilles qu'à la tonte de l'herbe. ils ont de grands estomacs qui servent de cuves de fermentation, un peu comme chez les ruminants - quoique la disposition des différents compartiments soit différente- où des bactéries dégradent la cellulose des fibres des feuilles et des herbes. Leurs griffes très aiguisées leur permettent de se défendre contre certains prédateurs.

## Liste des espèces
Ce genre contient quatorze espèces :
- Dendrolague de Bennett, Dendrolagus bennettianus (Australie)
- Dendrolague de Doria, Dendrolagus dorianus (Papouasie-Nouvelle-Guinée)
- Dendrolague de Goodfellow, Dendrolagus goodfellowi (Papouasie-Nouvelle-Guinée)
- Dendrolague grisonnant, Dendrolagus inustus (Nouvelle-Guinée)
- Dendrolague de Lumholtz, Dendrolagus lumholtzi (Australie)
- Dendrolague de Matschie, Dendrolagus matschiei (Papouasie-Nouvelle-Guinée)
- Dendrolague de Mayr, Dendrolagus mayri (Nouvelle-Guinée occidentale)
- Dingiso, Dendrolagus mbaiso (Papouasie-Nouvelle-Guinée)
- Dendrolague ifola, Dendrolagus notatus (Papouasie-Nouvelle-Guinée)
- Dendrolague doré, Dendrolagus pulcherrimus (Papouasie-Nouvelle-Guinée)
- Tenkile, Dendrolagus scottae (Papouasie-Nouvelle-Guinée)
- Dendrolague des plaines, Dendrolagus spadix (Papouasie-Nouvelle-Guinée)
- Dendrolague de Seri, Dendrolagus stellarum (Nouvelle-Guinée)
- Dendrolague-ours, Dendrolagus ursinus (Papouasie-Nouvelle-Guinée)

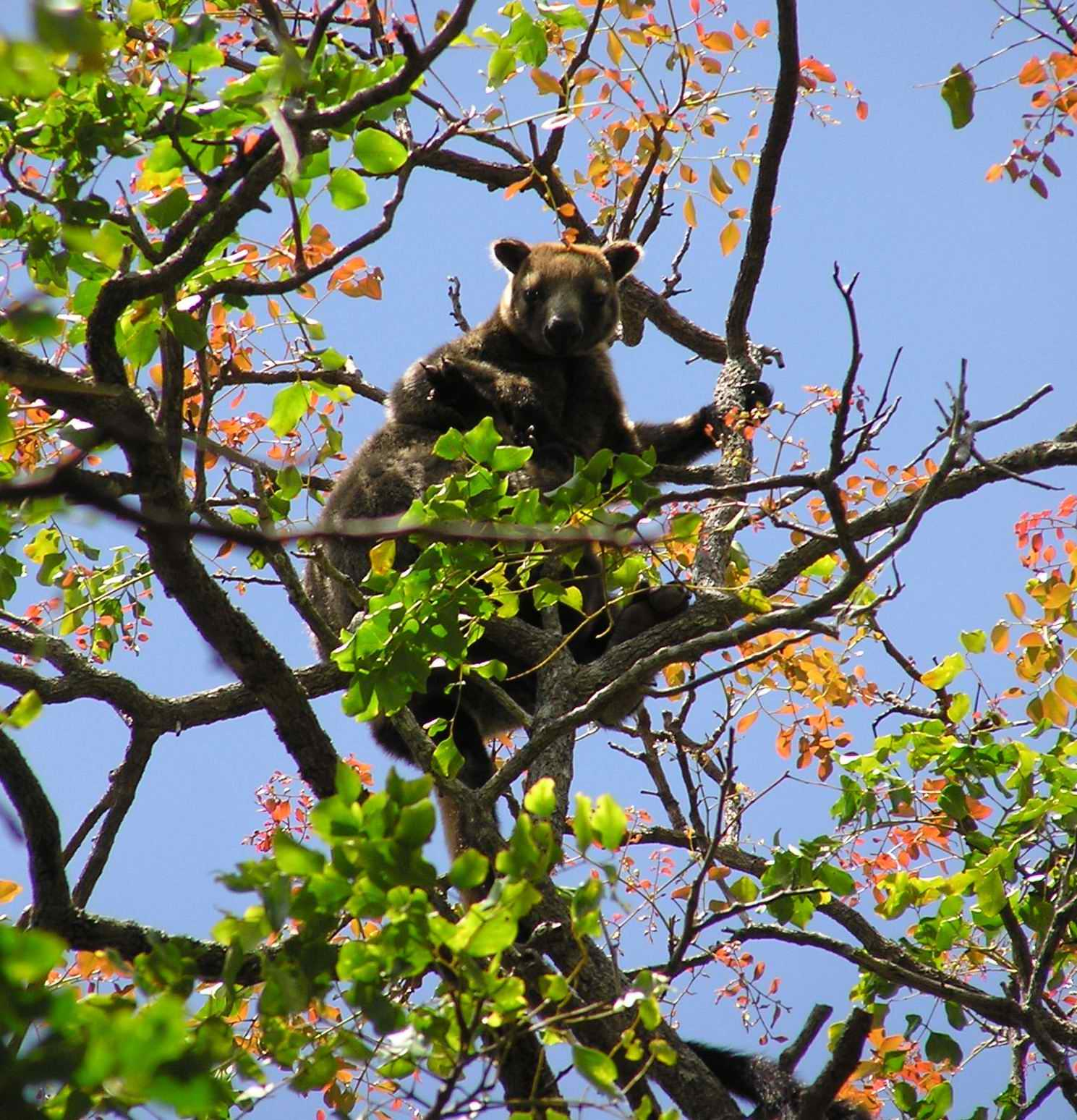
Dendrolagus bennettianus
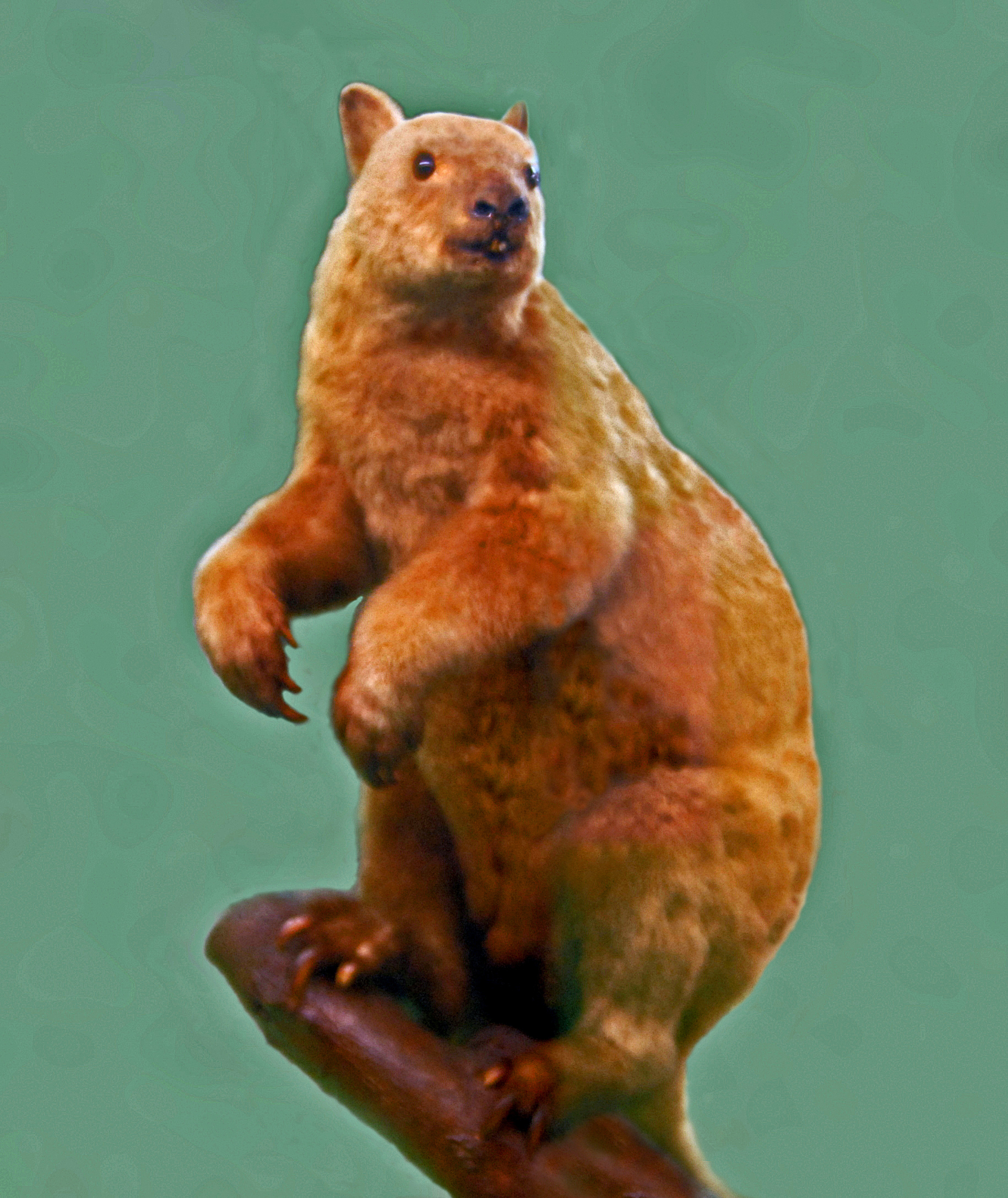
Dendrolagus dorianus
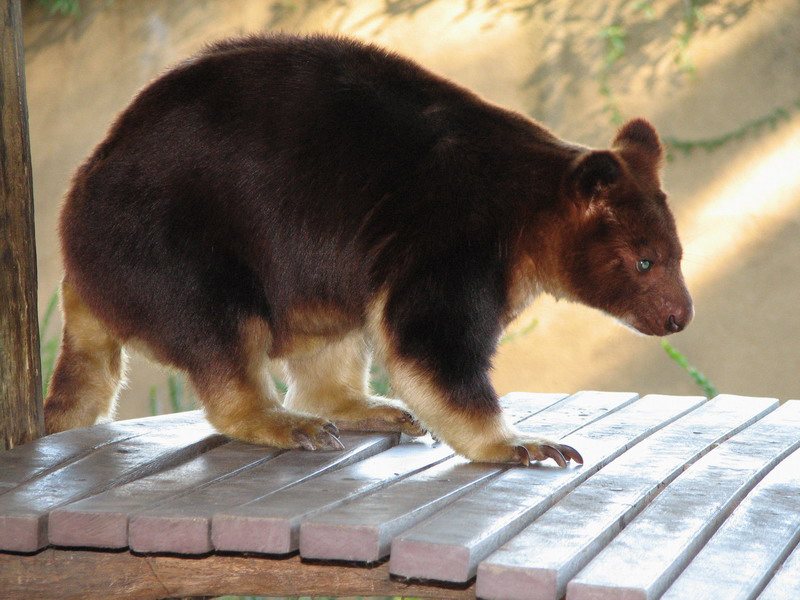
Dendrolagus goodfellowi
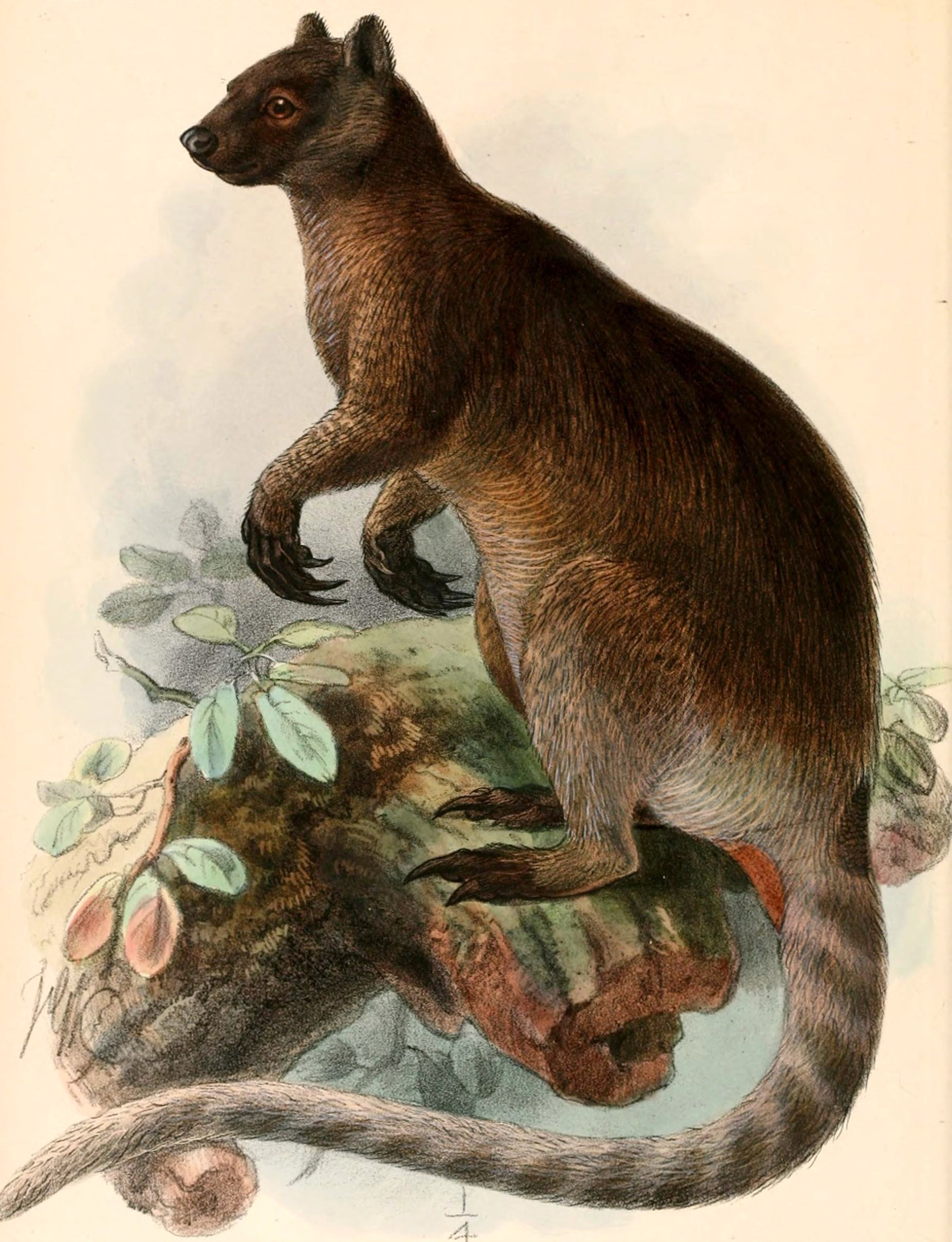
Dendrolagus inustus
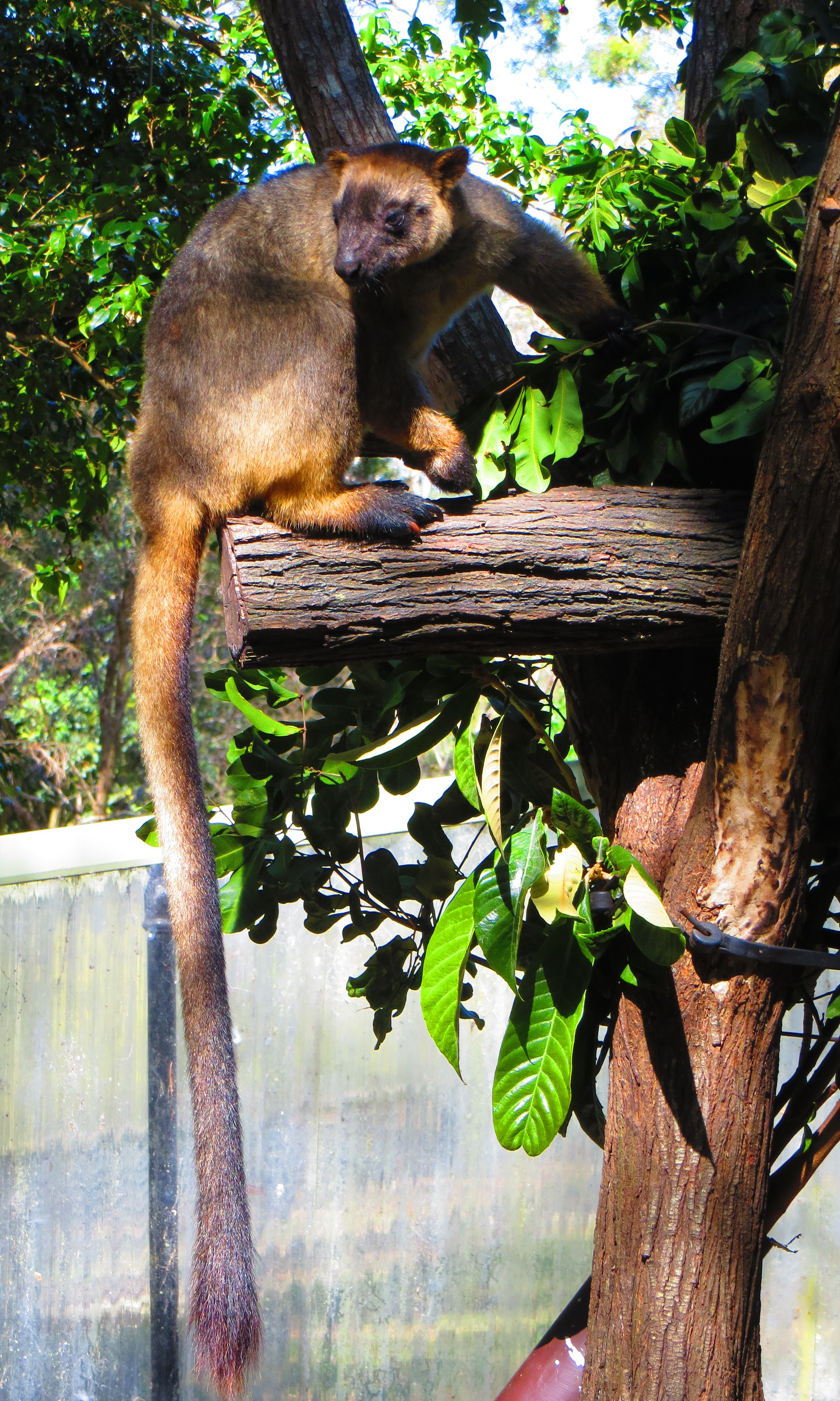
Dendrolagus lumholtzi
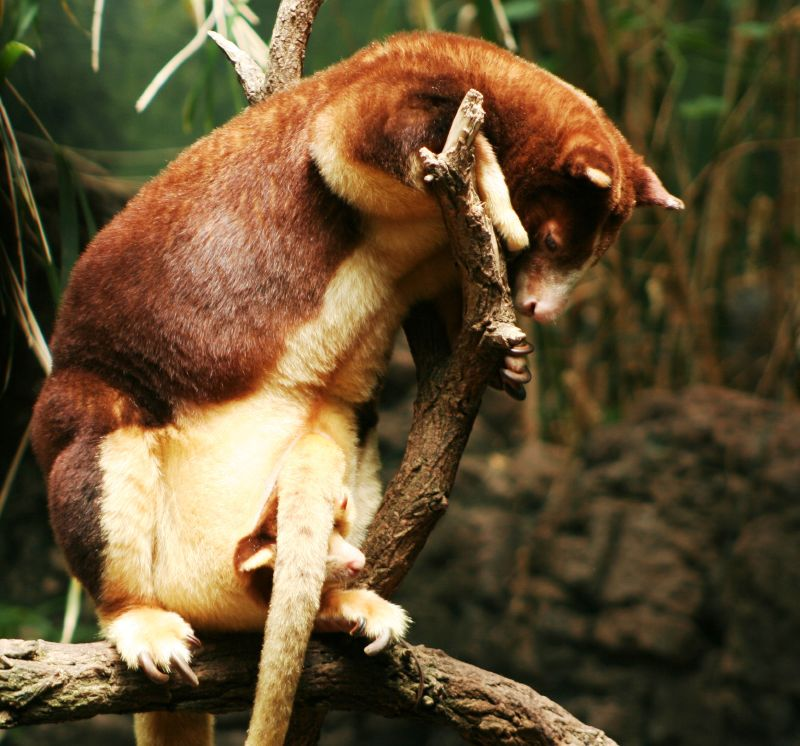
Dendrolagus matschiei
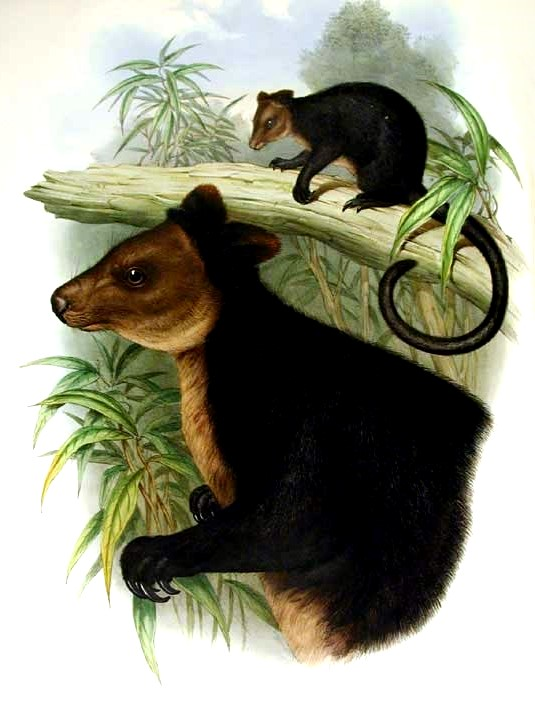
Dendrolagus ursinus